# Megalolamna
Megalolamna é um gênero extinto de tubarão lamniforme que pertence à família Otodontidae. Seu nome vem da semelhança de seus dentes com os do gênero Lamna. É considerado o gênero irmão de Otodus. O estudo das relações taxonômicas de Megalolamna também demonstra a possibilidade de que Otodus precise incluir as espécies às vezes atribuídas a Carcharocles (ou seja, a linhagem megadentada, incluindo megalodon) para ser monofilético.